# Brian Howard
Brian Howard, född 23 januari 1983, är en engelsk före detta fotbollsspelare (mittfältare). Howard började i Southampton FC och spelade i Englands ungdomslandslag 1999–2003, innan han gick till Swindon Town FC, där han fick en plats i förstalaget och gjorde matchdebut i Second Division. 2005 gick han till Barnsley FC och League One. Säsongen 2006/2007 gick Barnsley upp till The Championship. Under sin tid i Barnsley var han också med och spelade semifinal i FA-cupen 2008 (detta år var han dessutom lagkapten). 2008 nämndes han också som en av spelarna i årets Championship-lag av Professional Footballers' Association (PFA).
Efter Barnsley spelade Howard i en rad engelska klubbar, Sheffield United FC, Reading FC, Millwall FC, Portsmouth FC och Bristol City FC, innan han i augusti 2013 skrev kontrakt med den bulgariska klubben CSKA Sofia i den bulgariska högstaligan. Han återvände till England i januari 2014 och spelade därefter för Birmingham City FC, Oxford United FC och Eastleigh FC innan han i augusti 2015 meddelade att han avslutar sin professionella spelarkarriär, för att istället arbeta som sportmanager. Dock spelade han efter det för några mindre klubbar på lägre nivåer, fram till 2017.